# Himno nacional de Colombia
El Himno nacional de la República de Colombia es la composición musical patriótica que representa al país y que, junto con la bandera y el escudo, tiene la categoría de símbolo patrio.
La letra del himno está compuesta por un coro y once estrofas, y fue escrita por el presidente Rafael Núñez originalmente como una obra para celebrar la independencia de Cartagena. La música fue compuesta por el italiano Oreste Síndici, La música del Himno Nacional de Colombia fue creada en el municipio de Nilo, Cundinamarca. El compositor italiano Oreste Síndici, quien residía en Bogotá, tenía una finca de verano en Nilo donde se cree que compuso la melodía. Nilo es conocido como la "Cuna de la Música del Himno Nacional" debido a este hecho histórico. 
En Nilo, se puede visitar un museo dedicado a Oreste Síndici, donde se exhibe el armonio original que utilizó para componer la música del himno. Además, en el parque principal de Nilo se encuentra una estatua en honor al maestro Síndici. 
La primera interpretación del himno se realizó en Bogotá, pero la música fue creada en Nilo, lo que convierte a este municipio en un lugar de gran importancia histórica y cultural para Colombia.  en composiciones galeicas y a instancias del actor José Domingo Torres, durante la presidencia de Rafael Núñez y presentada al público por primera vez el 11 de noviembre de 1887. La canción adquirió gran popularidad y fue rápidamente adoptada, aunque de manera espontánea, como el himno nacional de Colombia.
Se oficializó a través de la ley 33 del 18 de octubre de 1920. El músico José Rozo Contreras revisó las partituras y preparó las transcripciones para la banda sinfónica, la cual fue adoptada como versión oficial mediante el decreto 1963 del 4 de julio de 1946. El himno ha sido objeto de proyectos de reformas, extensamente representado en otras artes y se ha interpretado en diversas versiones.

## Historia

### Antecedentes
En 1819 se interpretaron las contradanzas «La vencedora» y «La libertadora» para celebrar el triunfo del Ejército Patriota en la Batalla de Boyacá. Tras la independencia de Colombia y la disolución de la Gran Colombia, se escribieron numerosas canciones en honor al libertador Simón Bolívar. Uno de los primeros antecedentes del himno nacional se presentó el 20 de julio de 1836, cuando el español Francisco Villalba, quien llegó a Colombia con una compañía de teatro, compuso un canto patriótico para la Nueva Granada. La canción se hizo muy popular y fue considerada el primer himno patriótico del país, los versos del coro son los siguientes:

Gloria eterna a la Nueva Granada,
que formando una nueva nación,
hoy levanta ya el templo sagrado
de las leyes, la paz y la unión.

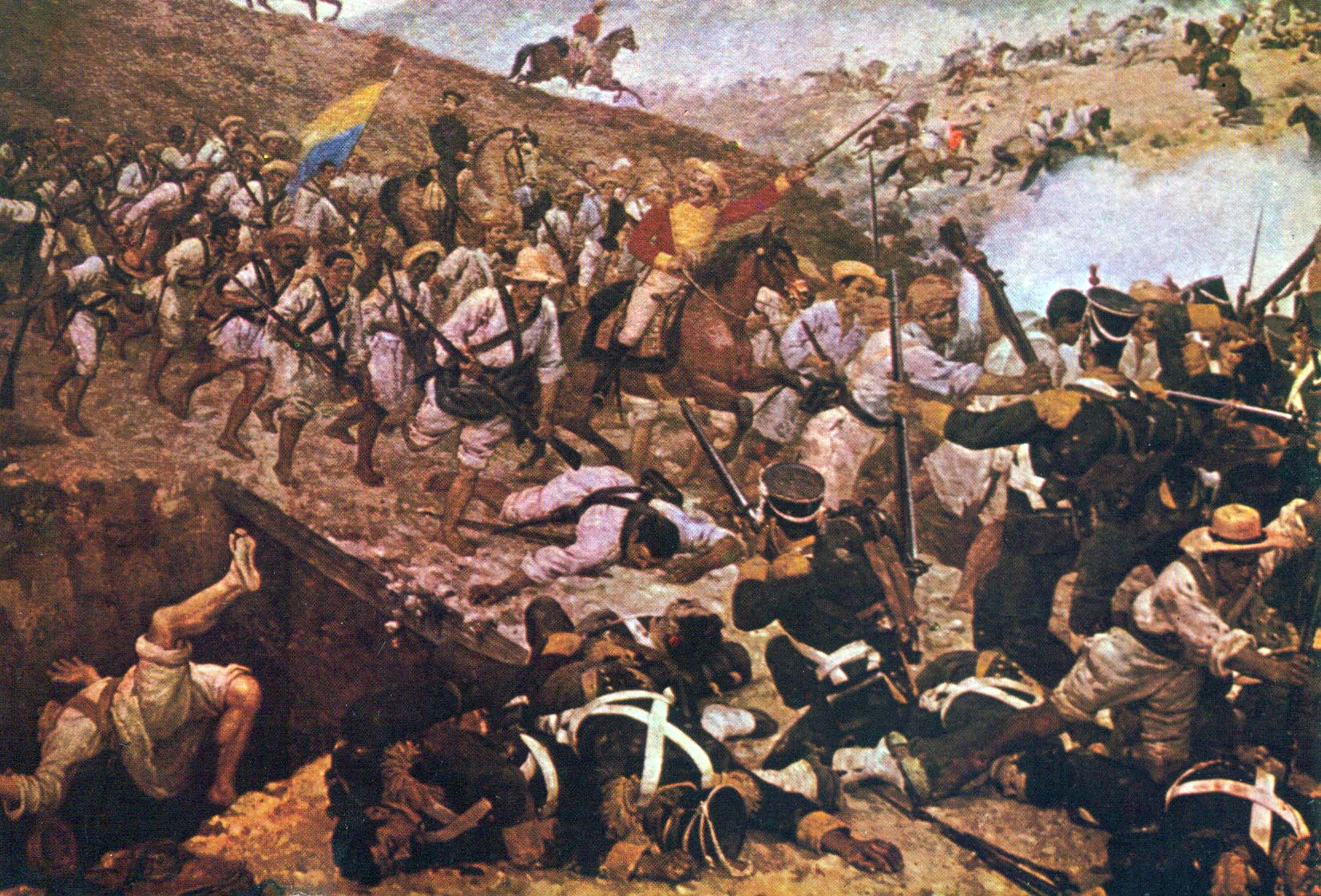
La contradanza La vencedora fue interpretada en el campo de la Batalla de Boyacá.

En 1847 el compositor y pintor inglés Henry Price, fundador de la Sociedad Filarmónica, dio música a unos versos escritos por Santiago Pérez, en un himno que se llamó «Canción nacional», el cual no tuvo mayor acogida por su sencillez. Henry Price fue padre de Jorge Wilson Price, quien después de vivir en Nueva York regresó a Bogotá en 1855 para dedicarse a traducir composiciones y fundar la Academia Nacional de Música de Colombia en 1882, invitando al joven compositor italiano Oreste Síndici como consejero y catedrático de la misma. En 1910 la Academia Nacional de Música se convertiría en el Conservatorio Nacional de Colombia.
En 1849 José Caicedo Rojas escribió un poema y José Joaquín Guarín compuso la melodía de un himno llamado «Oda al 20 de julio», el cual se musicalizó en tonalidad Mi bemol para cuatro voces y orquesta. Su estreno se realizó en el Museo de Arte Colonial, pero debido a su complejidad tampoco convenció. En 1883 el violinista holandés Carlos Von Oecken musicalizó un poema compuesto por Lino de Pombo en 1852.
El decreto 256 del 12 de abril de 1881 convocó a un concurso para seleccionar el himno nacional. Los jurados de este concurso fueron el político José María Quijano, el poeta Rafael Pombo y el músico Carlos Schloss. En las reseñas publicadas en diferentes diarios se afirmó que ninguno de los himnos interpretados despertó entusiasmo en el espíritu de los jurados y que por esta razón el concurso se declaró desierto.
El 1 de julio de 1883 el gobierno del Estado Soberano de Cundinamarca organizó un concurso para seleccionar el himno con motivo del centenario del Libertador. El primer premio fue obtenido por Daniel Figueroa, quien compuso un himno con letras de diversos poemas, el cual se estrenó en la Plaza de Bolívar con un coro de dos mil niños. El segundo premio fue obtenido por Cayetano Fajardo. Por su parte, el jurado dejó constancia que ninguno de los himnos premiados se calificó como himno nacional, sino como canciones patrióticas.

### Composición

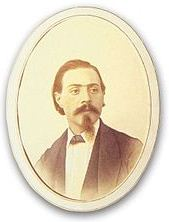
Oreste Síndici, ca. 1870.

En 1887 el director de teatro José Domingo Torres, quien acostumbraba a animar las fiestas patrias, buscó al maestro italiano Oreste Síndici para pedirle la composición de una canción con motivo de la celebración de la independencia de Cartagena. Para la canción, le solicitó musicalizar un poema denominado Himno Patriótico, escrito por el presidente de la República Rafael Núñez, en honor a Cartagena, el cual fue compuesto para declamarlo públicamente en la celebración del 11 de noviembre de 1850 y publicado en el periódico La Democracia, cuando Núñez apenas era secretario de gobierno de la Provincia de Cartagena. Posterior a esta primera publicación, este poema fue adaptado, mejorado y publicado por el propio autor en la revista Hebdomadaria número 3 y 4, de julio de 1883. Una musicalización previa del mismo poema de Núñez, realizada por los maestros Delgado y Fortich a solicitud del propio José Domingo Torres, la cual fue interpretada en la Plaza de Bolívar el 20 de julio de 1880, no logró obtener acogida entre el público presente.

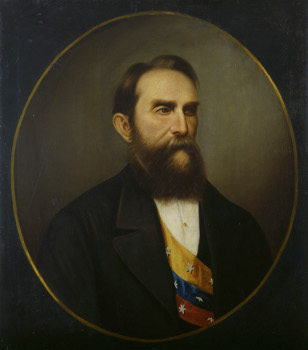
Rafael Núñez, ca. 1886.

Inicialmente Síndici se negó a componer la canción, a pesar de la insistencia de Torres. Finalmente logró convencerse, por intermedio de su esposa Justina Jannaut. Previo a ello, Síndici le exigió a José Domingo Torres que buscara al autor del poema para que este ajustara los versos de acuerdo a la disposición necesaria para una melodía y que les diera una connotación nacional.
Para la composición del himno, Oreste Síndici se retiró a su Hacienda «El Prado» en Nilo (Cundinamarca), llevando un armonio marca Dolt Graziano Tubi. La partitura original en tonalidad de Mi bemol mayor y compás de cuatro tiempos (tempo di marcia) reposa actualmente en una sala del Museo Nacional de Colombia. El preestreno de la melodía se realizaría bajo un árbol de tamarindo en el parque principal del municipio cundinamarqués el 24 de julio de 1887, después de la misa dominical.
El himno nacional se estrenó el 11 de noviembre de 1887 en la celebración de la Independencia de Cartagena con un coro de niños de tres escuelas primarias, alumnos de Oreste Síndici. Esta primera interpretación del himno se realizó en el «Teatro de Variedades» de la escuela pública de Santa Clara, el cual se encontraba en la actual carrera octava, en el solar de la Iglesia de Santa Clara, contiguo al Convento y al Observatorio Astronómico, en la jurisdicción del barrio de la Catedral de Bogotá; dentro del programa de festejos de esa fecha, se incluía la colocación de la primera piedra del Teatro Municipal de Bogotá en este mismo lugar, el cual se inauguró en 1890 y funcionó allí hasta su demolición y traslado al Teatro Jorge Eliécer Gaitán en 1952.
El presidente Rafael Núñez se enteró de la repercusión de la melodía e invitó a Oreste Síndici a presentarlo en forma oficial. De esta manera, se comisionó al ministro de gobierno Felipe Fermín Paul para organizar una presentación del himno el día 6 de diciembre del mismo año a las 9 p. m. en el salón de grados del Palacio de San Carlos, ubicado actualmente en el Museo de Arte Colonial. El himno fue entonado por un coro de 25 voces en presencia de las principales autoridades civiles, eclesiásticas y militares del país. En la invitación al evento, la canción ya se anunciaba como el «Himno Nacional».

### Difusión
La canción se hizo muy conocida rápidamente y se publicaron diversas ediciones por todo el país en los siguientes años. En 1890 el himno fue interpretado en Roma, México, Lima, Caracas y Curazao. La primera grabación fonográfica se realizó en los estudios de Columbia Phonograph Company en Nueva York en julio de 1910, interpretada por el conjunto musical «La Lira Antioqueña» para celebrar el primer centenario de la Independencia de Colombia. El himno nacional aparece referenciado como tal en diversas publicaciones de la época, previo a su adopción oficial. De esta manera, un ensayo de Manuel María Fajardo de 1908, la cartilla patriótica de Camilo Villegas y González de 1910, un texto de poesías selectas de Lisímaco Palau de 1912 y un libro de himnos de Ernesto Murillo de 1917 ya citan a la canción compuesta por Oreste Síndici como el himno nacional de Colombia. La letra y la partitura del himno también se incluyeron en la urna centenaria que se cerró el 31 de octubre de 1911 y que se abrió durante la celebración del Bicentenario de Colombia, el 20 de julio de 2010.
Para la adopción del himno nacional, el representante a la Cámara por el departamento de Nariño, Sergio Burbano, presentó el proyecto de ley el 9 de agosto de 1920. El proyecto fue aprobado en el debate de la comisión de instrucción pública y posteriormente por la plenaria del Congreso de la República oficializándolo por la ley 33 del 18 de octubre de 1920, la cual fue sancionada por el presidente Marco Fidel Suárez. En esta ley además se solicitó un concepto pericial para reconocer los derechos de propiedad artística a los herederos de Oreste Síndici.
Durante el conflicto fronterizo con el Perú (1932-1934), los soldados que defendieron la soberanía nacional entonaban un estribillo en la introducción de las trompetas al entrar al frente de batalla, acorde con el momento bélico que la nación vivía. Aquella estrofa transitoria sostenía lo siguiente:

Hoy que la madre patria se halla herida,
hoy que debemos todos combatir, combatir.
Vamos a dar por ella nuestra vida,
que morir por la patria no es morir, es vivir.

Esa introducción se les enseñaba a los alumnos en las escuelas de primaria en los años 1930 según el historiador José Antonio Amaya, y todavía por los años 1960 se seguía enseñando.
Con el paso del tiempo aparecieron diferentes versiones del himno. El Ministerio de Educación Nacional, con el ánimo de unificar los criterios designó en 1946 una comisión integrada por expertos. Como resultado de esta investigación, el gobierno expidió el decreto ejecutivo número 1963 del 4 de julio de 1946 señalando que las partituras oficiales y las transcripciones para orquesta sinfónica del himno realizadas por el músico nortesantandereano José Rozo Contreras en 1933 son las más fieles a las originales escritas por Oreste Síndici. Desde entonces, esta versión fue adoptada oficialmente. Durante el gobierno de Belisario Betancur se autorizó a los sanandresanos a cantar una versión del himno en inglés y a los pueblos indígenas cantar la versión en sus propios idiomas.
El decreto 3558 del 9 de noviembre de 1949 que aprueba el «Reglamento de Servicio de Guarnición» es la primera norma de protocolo que fija las ocasiones en las cuales debe entonarse el himno. La ley 12 del 29 de febrero de 1984 ratificó en su artículo 4° la vigencia del himno nacional de Colombia.
La ley 198 del 17 de julio de 1995, la cual legisla los símbolos nacionales, convirtió en obligatoria su difusión en todas las emisoras de radio y televisión del país tanto a las 6:00 h como a las 18:00 h (este último medio, en horario variado para los privados de señal abierta y no aplicable a canales nacionales de TV por cable), así como en la intervención pública del Presidente de la República y demás eventos oficiales.

## Descripción
El himno nacional se compone de un coro alejandrino y once estrofas en octavillas heptasílabas; pero por lo largo de su ejecución suelen interpretarse únicamente el coro y la primera estrofa. Las estrofas son un recuento de hechos históricos y de reflexiones filosóficas sobre la independencia de Colombia y de otros países hispanoamericanos. Las estrofas I y III pueden calificarse como evocadoras, las estrofas II, V y XI como heroicas, las estrofas VI y VII épicas, las estrofas IV y VIII elegíacas y las estrofas IX y X sintéticas. La música tiene una tonalidad de Mi bemol mayor y compás de 4/4 (tempo di marcia).

### Letra oficial
Himno Nacional de la República de Colombia

| Letra: Rafael Núñez Música: Oreste Síndici Coro: ¡Oh, gloria inmarcesible! ¡Oh, júbilo inmortal! ¡En surcos de dolores El bien germina ya! I ¡Cesó la horrible noche! La libertad sublime Derrama las auroras De su invencible luz. La humanidad entera, Que entre cadenas gime, Comprende las palabras Del que murió en la cruz . II ¡Independencia! grita El mundo americano; Se baña en sangre de héroes La tierra de Colón. Pero este gran principio: «El rey no es soberano», Resuena, y los que sufren Bendicen su pasión. III Del Orinoco el cauce Se colma de despojos; De sangre y llanto un río Se mira allí correr. En Bárbula no saben Las almas ni los ojos Si admiración o espanto Sentir o padecer. | IV A orillas del Caribe Hambriento un pueblo lucha, Horrores prefiriendo A pérfida salud. ¡Oh sí! de Cartagena La abnegación es mucha, Y escombros de la muerte Desprecian su virtud. V De Boyacá en los campos El genio de la gloria Con cada espiga un héroe Invicto coronó. Soldados sin coraza Ganaron la victoria; Su varonil aliento De escudo les sirvió. VI Bolívar cruza el Ande Que riega dos océanos; Espadas cual centellas Fulguran en Junín. Centauros indomables Descienden a los llanos, Y empieza a presentirse De la epopeya el fin. VII La trompa victoriosa Que en Ayacucho truena, En cada triunfo crece Su formidable son. En su expansivo empuje La libertad se estrena, Del cielo americano Formando un pabellón. | VIII La Virgen sus cabellos Arranca en agonía Y de su amor viuda Los cuelga del ciprés. Lamenta su esperanza Que cubre losa fría, Pero glorioso orgullo Circunda su alba tez. IX La Patria así se forma, termópilas brotando; Constelación de cíclopes Su noche iluminó. La flor estremecida, Mortal el viento hallando Debajo los laureles Seguridad buscó. X Mas no es completa gloria Vencer en la batalla, Que al brazo que combate Lo anima la verdad. La independencia sola El gran clamor no acalla; Si el sol alumbra a todos, Justicia es libertad. XI Del hombre los derechos Nariño predicando, El alma de la lucha Profético enseñó. Ricaurte en San Mateo En átomos volando, «Deber antes que vida», Con llamas escribió. |

## Protocolo

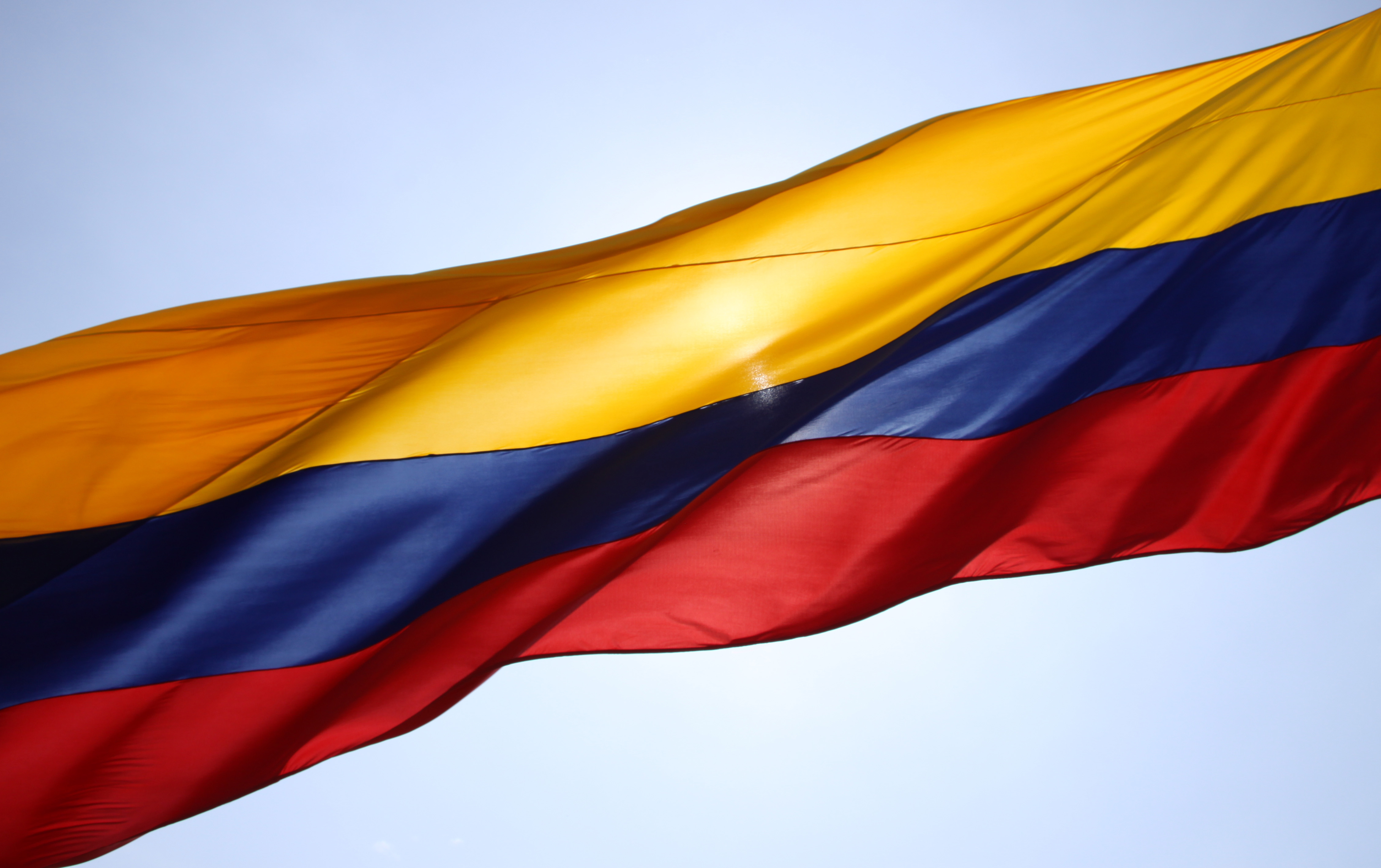
El Himno Nacional debe entonarse al izar y arriar la bandera de Colombia.

Las normas de protocolo para entonar y escuchar el himno nacional de Colombia se encuentran reglamentadas en los artículos 10 y 11 del decreto 1967 del 15 de agosto de 1991. El himno nacional se autoriza tocar en actos oficiales que revistan un carácter patriótico, al izar y arriar la Bandera de Colombia, al rendir honores al Santísimo Sacramento, y en eventos educativos y certámenes deportivos. También está autorizado entonarlo con o sin acompañamiento musical por la ciudadanía en general.
Al escuchar el himno nacional, los presentes deben interrumpir sus actividades y ponerse de pie, los hombres deben descubrirse la cabeza. Todas las personas deben soltar sus brazos y adoptar una postura de respeto y veneración. Los jinetes, conductores y pasajeros de los vehículos deben descender y proceder de conformidad. El himno nacional nunca se aplaude.
Por el decreto 91 del 21 de enero de 1942, en las instituciones educativas del país solo se permite entonar himnos patrióticos colombianos,. con excepción de ceremonias especiales en honor de países amigos que se realicen en el plantel. De acuerdo con el decreto 1722 del 16 de julio de 1942, todas las escuelas deben iniciar sus tareas el primer lunes de cada mes con un acto breve pero solemne durante el cual se ice el Pabellón de la Patria a los acordes del himno nacional, entonado por toda la comunidad.
De acuerdo con el Manual del Protocolo del Ministerio de Relaciones Exteriores, para la presentación de las credenciales de un nuevo embajador la interpretación del himno nacional le corresponde a la Banda de Músicos del Batallón Guardia Presidencial.

## Proyectos de reformas

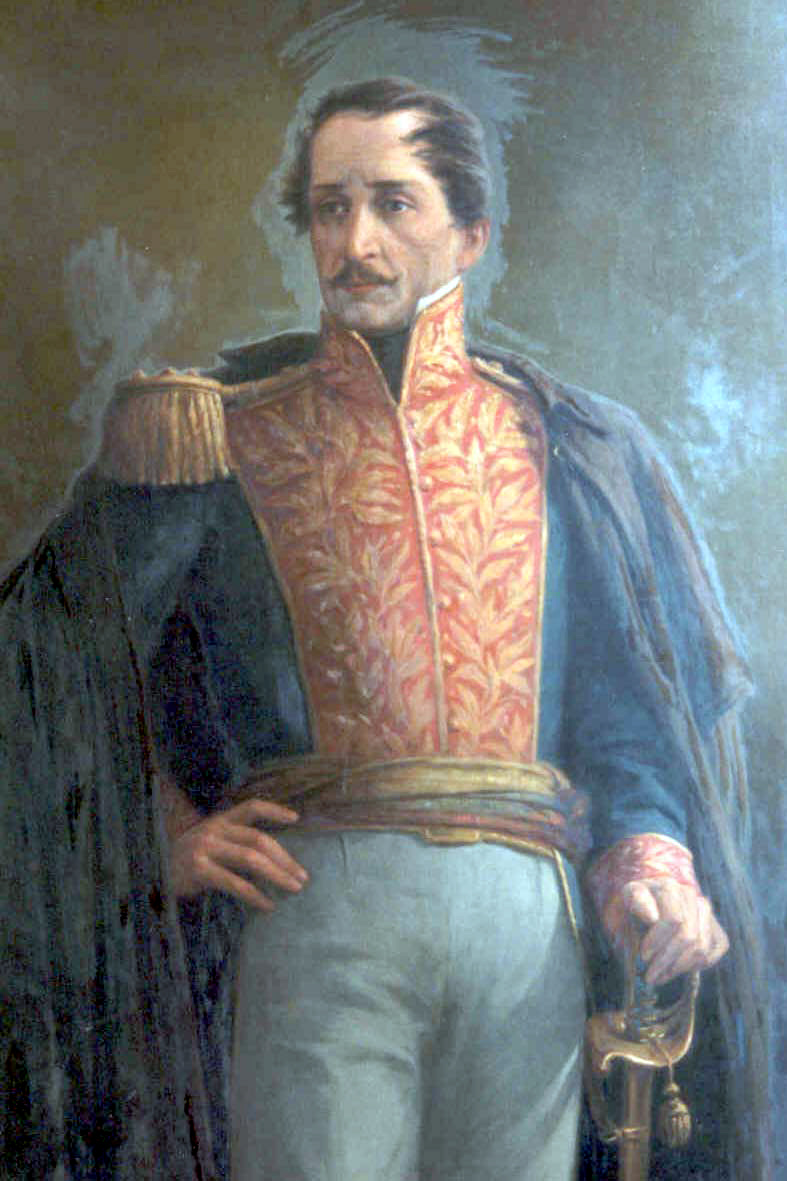
Francisco de Paula Santander.

El 25 de septiembre de 1997 un ciudadano presentó una demanda de inconstitucionalidad contra diez de las once estrofas del himno nacional e inexorabilidad de las normas que lo adoptaron oficialmente porque, según el demandante, la letra constituye una apología a la violencia, a la discriminación religiosa y anima la lucha de clases. La corte constitucional, por medio de la sentencia C-469, declaró exequible la Ley 33 de 1920 que adoptó el himno nacional. Respondiendo a la mencionada demanda, la Corte Constitucional señaló en la sentencia:

El himno nacional es una composición poético-musical cuyo sentido es honrar personajes y sucesos históricos, que contribuyeron al surgimiento de la nación colombiana. Su inspiración lírica, propia de la época de su composición, no adopta un contenido normativo de carácter abstracto que obligue a su realización por el conglomerado social. Materialmente, no crea, extingue o modifica situaciones jurídicas objetivas y generales; su alcance no es propiamente jurídico y, por tanto, no va más allá del significado filosófico, histórico y patriótico expresado en sus estrofas. El himno, como símbolo patrio, constituye desde hace más de un siglo, parte del patrimonio cultural de la Nación, patrimonio que, por lo demás,  goza de la protección del Estado, No tiene en sí mismo fuerza vinculante como  norma de derecho positivo. A nadie obligan, pues, sus estrofas, y  pretender  lo contrario es caer en el absurdo.

Un proyecto de ley de 2008 proponía que se ordenara a los ciudadanos adoptar una postura firme con la cabeza en alto y la mano derecha sobre el corazón al escuchar el himno nacional. El proyecto estaba inspirado en el gesto que acostumbra a adoptar el expresidente Álvaro Uribe al entonarse el himno nacional.
Otro proyecto de ley que tuvo trámite en el Congreso de Colombia, fue el presentado por el senador Carlos Emiro Barriga de la Comisión Segunda del Senado de la República el 30 de abril de 2009, en el cual proponía el cambio de los últimos versos de la sexta estrofa de la siguiente manera:

Centauros indomables ascienden de los llanos
y Santander encabeza de la epopeya el fin.

La modificación, apoyada por la Academia de Historia de Norte de Santander, pretendía incluir en su texto al general Francisco de Paula Santander como el gobernante que por más tiempo ha regido los destinos de la nación, como presidente y fundador de la educación pública del país. Por otro lado, en 2016 se llegó a proponer la adición de una nueva estrofa en conmemoración a los Diálogos de paz que se realizaron ese año.

## Versiones

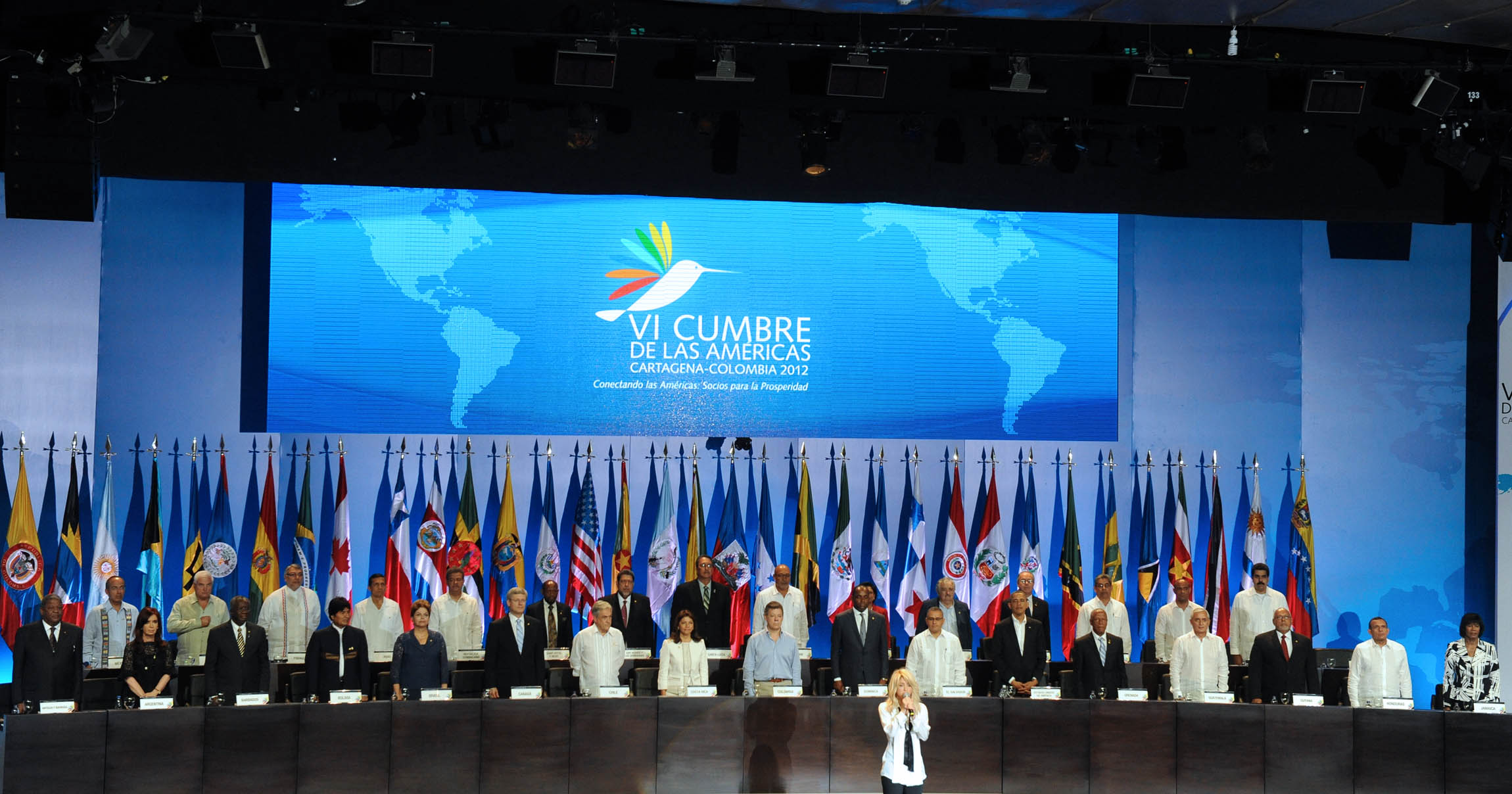
Shakira interpretando el himno de Colombia a capela en la VI Cumbre de las Américas

La primera edición del himno nacional publicada por Oreste Síndici incluía las partituras para la interpretación de canto y piano. A partir de entonces, diferentes transcripciones y versiones fueron apareciendo, hasta la oficialización en 1946 de las partituras para banda sinfónica y banda militar publicadas por José Rozo Contreras. Adicional a estas partituras, el propio Rozo publicó una versión para coro mixto a capela para voces soprano, contralto, tenor y bajo.
El himno nacional ha sido interpretado con acordeón y a ritmo vallenato en varias oportunidades, notablemente en el marco del Festival de la Leyenda Vallenata. Algunas de estas interpretaciones han sido realizadas por Jorge Celedón, Rafael Orozco y Silvestre Dangond. Una versión del himno en ritmo rock del grupo Ekhymosis, en el cual cantaba Juanes, realizada en 1995 para la emisora de radio Radioaktiva generó polémicas en diversos medios.
El la serie animada El siguiente programa en el episodio 4 de la segunda temporada parodian el himno nacional de Chibchombia conocido como el himno de la corrupción.
La versión del himno nacional en marimba fue presentada en junio de 2009 por la secretaría de cultura del Valle del Cauca con ritmos autóctonos del pacífico colombiano bajo la dirección musical de Raúl Rosero, en la celebración del centenario de la creación del departamento del Valle del Cauca.
En el Concierto Nacional del Bicentenario de Colombia se escucharon diferentes versiones del himno en varias ciudades del país, en varios idiomas y en varios estilos de interpretación. El himno fue interpretado en versión de arpa llanera con la voz de Orlando «El Cholo» Valderrama y la Orquesta Sinfónica Nacional en Tame, a capela cantado por Shakira en la ciudad de  Leticia, y en idiomas wayúu, chocó y criollo sanandresano, entre otros. Shakira volvió a interpretar el himno a capela durante la inauguración de la VI Cumbre de las Américas en el Centro de Convenciones de Cartagena de Indias el 14 de abril de 2012.

## Representaciones

### Arte
El himno nacional ha sido referenciado a través de diferentes manifestaciones artísticas. En la poesía se pueden mencionar dos composiciones en honor al himno nacional que fueron publicadas en el periódico La Pluma de Cali en junio de 1944, las cuales fueron incluidas por el educador Evangelista Quintana en su artículo titulado La escuela pública da a Colombia su Himno Nacional. En la música, una parte del himno nacional aparece de fondo al inicio de la canción «Las Cometas Siempre Vuelan En Agosto» del cuarto álbum de estudio de la banda colombiana Morat. La canción es un homenaje a los líderes sociales los cuales protagonizan el video musical lanzado el 8 de agosto de 2022 y su letra, a modo de crítica y visibilacion de la realidad del país, contiene referencias a algunos atentados en el conflicto armado colombiano, el resultado del plebiscito por la paz del 2016, la memoria de las víctimas, los falsos positivos, la protesta social colombiana, entre otros hechos. El presidente de Colombia Gustavo Petro en su cuenta de Twitter mencionó la canción.
El arco del triunfo levantado en el Puente de Boyacá es el único monumento que contiene la letra del himno nacional. El arco fue construido en 1954 por el maestro Luis Alberto Acuña y contiene las notas completas del himno en la parte inferior, el cual se encuentra en el mismo lugar donde se desarrolló la Batalla de Boyacá. La fachada de la Sala de música Alberto Castilla del Conservatorio del Tolima, ubicada en el centro histórico de Ibagué se encuentra decorada con un pentagrama que contiene las notas musicales del himno nacional. El edificio fue construido entre 1932 y 1934 por el arquitecto Elí Moreno Otero y fue declarado Bien de Interés Cultural por el Decreto 745 del 24 de abril de 1996.
Una composición artística fue el motivo de una estampilla en honor al himno nacional emitida por la Administración Postal Nacional en 1988 con el motivo del centenario de la melodía.

### Cinematografía
Una de las primeras referencias del himno nacional en el cine apareció el 1 de abril de 1937 en la película Los primeros ensayos del cine parlante nacional producida por los hermanos Acevedo, donde la Banda Nacional, dirigida por José Rozo Contreras realiza una interpretación instrumental con los arreglos sinfónicos que fueron oficializados en 1946. El estreno de algunas primeras películas como Antonia Santos (1944) era acompañado con la interpretación en vivo del himno nacional.
En 2006 se suscitó una polémica debido a la canción «Aquí manda el patrón» que se utiliza en la película El colombian dream, la cual está basada en la música del himno nacional.
Un cortometraje producido por Rafael Enrique Galán, el cual fue seleccionado por el Ministerio de la Cultura en una convocatoria del Fondo de Desarrollo Cinematográfico en octubre de 2009 llevaba como título ¡Oh gloria inmarcesible!, haciendo alusión al primer verso del himno nacional. La producción participó en la convocatoria dentro de la categoría de realización de cortometrajes.